# Exèrcit del Poble Moro

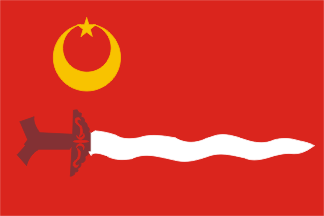
MNLF Cotabato

L'Exèrcit del Poble Moro (Bangsa Moro Army) fou l'organització armada del Front d'Alliberament Nacional Moro fins al 1977, i després del Front Nacional d'Alliberament Moro-Comite Central dirigit per Hashim Salamat que el 1984 va esdevenir Front Islamic d'Alliberament Moro. Les seves principals bases estan a Cotabato.

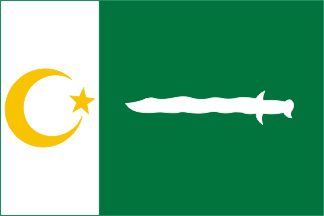
Bangsa Moro Army

La seva bandera després del 1984 deriva de l'adoptada pel Front Islamic d'Alliberament Moro (Moro Islamic Liberation Front, MILF). A Cotabato se n'utilitza una variant.